# Broadview (ancienne circonscription fédérale)
Pour les articles homonymes, voir Broadview.

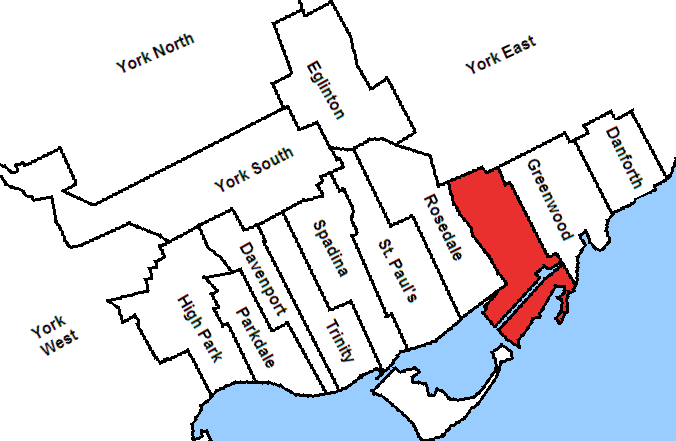
Limites de Broadview de 1933 à 1947.

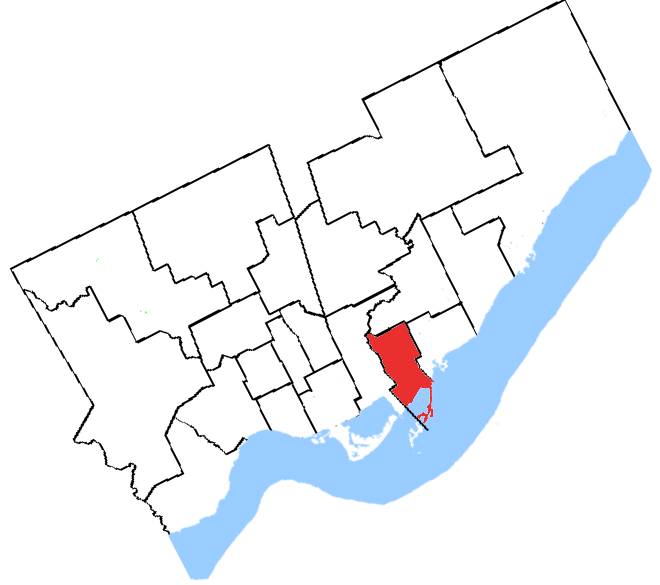
Limites de Broadview de 1966 à 1976.

Broadview est une circonscription électorale fédérale de l'Ontario, représentée de 1935 à 1979. 
La circonscription de Broadview a été créée en 1933 avec des parties de Toronto-Est et de Toronto—Scarborough. Abolie en 1976, elle fut redistribuée parmi Beaches, Broadview—Greenwood et Rosedale.

## Géographie
En 1933, la circonscription de Broadview était délimitée par le lac Ontario, la Leslie Avenue, Easter Avenue, Rushbrook Avenue, Queen Street, Jones Avenue, Danforth Avenue, Langord Avenue, la rivière Don et la Toronto Bay.

## Députés
1. 1935-1950 — Thomas Langton Church, PC
2. 1950-1963 — George Harris Hees, PC
3. 1963-1965 — David George Hahn, PLC
4. 1965-1978 — John Gilbert, NPD
5. 1978-1979 — Bob Rae, NPD

- NPD = Nouveau Parti démocratique
- PC = Parti progressiste-conservateur
- PLC = Parti libéral du Canada